# Ordinador òptic
Un ordinador òptic és un ordinador que fa servir la llum en comptes de l'electricitat (és a dir fotons en lloc d'electrons) per manipular, emmagatzemar i transmetre dades. Els fotons tenen propietats físiques fonamentals diferents a les dels electrons, i els investigadors han intentat fer ús d'aquestes propietats, sobretot usant els principis bàsics de l'òptica, per produir computadors amb l'acompliment i / o capacitats més grans que els dels ordinadors electrònics. La tecnologia dels ordinadors òptics encara està en els seus inicis, s'han creat alguns a laboratoris però cap ha progressat més enllà de l'etapa del prototip.
La majoria dels projectes d'investigació s'enfoquen en el reemplaçament dels components d'ordinador actuals per equivalents òptics, donant per resultat un sistema d'ordinador digital òptic que processi dades binàries. Aquest acostament sembla oferir bones perspectives a curt termini per a la computació òptica comercial, ja que els components òptics podrien ser integrats en els ordinadors tradicionals per produir un híbrid òptic / electrònic. Altres projectes d'investigació prenen un acostament no tradicional, intentant desenvolupar enterament nous mètodes de computar que no són físicament possibles amb l'electrònica.

## Història
Els investigadors estan intentant dissenyar ordinadors òptics des de principis dels anys 70. Es van fer avenços significatius als anys vuitanta, però la tecnologia encara es troba a la seva infància. El 1990, un equip de laboratori de Bellliderat per Alan Huang va construir el primer ordinador òptic, un ordinador format per làser, òptica i sèries de miralls capaç de fer només addicions.
Les nombroses dificultats d'implementar un ordinador òptic, en particular la miniaturització dels components òptics, fan que sigui més que hipotètica la sortida d'un ordinador convencional purament òptic en un futur proper. S'espera, però, que aquest concepte es pugui utilitzar per resoldre problemes particulars amb ordinadors mixtes.

## Components òptics per l'ordinador digital binària
El bloc de construcció fonamental d'ordinadors electrònics moderns és el transistor. Per substituir components electrònics pels òptics, és requerit un "transistor òptic" equivalent. Això és aconseguit usant materials amb un índex de refracció no lineal. En particular, hi ha materials on la intensitat de la llum entrant afecta la intensitat de la llum transmesa a través del material, d'una manera similar a la resposta del voltatge en un transistor electrònic. Aquest efecte del "transistor òptic" és usat per crear portes de lògica, que al seu torn estan acoblats en els components d'alt nivell del CPU de l'ordinador.

## Idees falses, reptes i perspectives
Una altra aclamada avantatge de l'òptica és que pot reduir el consum d'energia, però, a distàncies curtes, un sistema de comunicació òptic típicament necessitarà més energia que un electrònic. Això és perquè el soroll de dispar d'un canal de comunicació òptic és més gran que el soroll de Johnson-Nyquist (també conegut com a soroll tèrmic) d'un canal elèctric, el que en la teoria de la informació significa que requerim més energia de senyal per assolir la mateixa capacitat de dades. No obstant això, sobre distàncies més llargues i a majors velocitats de dades, la pèrdua en les línies elèctriques és prou més gran que en les comunicacions òptiques, les quals comparativament usaran una quantitat d'energia més baixa. A mesura que s'eleva la velocitat de dades de comunicació, aquesta distància arriba a ser més curta i així la perspectiva d'usar l'òptica en sistemes de càlcul arriba a ser més pràctica.
Un significatiu desafiament a la computació òptica és que el còmput és un procés no lineal, en el qual múltiples senyals han d'interactuar per computar la resposta. La llum, que és una ona electromagnètica, només pot interactuar amb una altra ona electromagnètica en presència dels electrons en un material, i la força d'aquesta interacció és molt més feble per la llum d'ona electromagnètica, que per als senyals electròniques en un ordinador convencional. Això dona com a resultat que els elements de processament per un ordinador òptica requereixen més energia i majors dimensions que per un ordinador electrònic convencional utilitzant transistors.

## Dificultats
La facilitat de construcció de l'ordinador electrònic convencional prové de la facilitat de transportar informació d'un lloc a un altre en forma d'electrons i d'emmagatzemar de forma sostenible la informació utilitzant els electrons per modificar l'estat d'un memòria (condensador, disc dur o un altre).
Aquest no és el cas de l'òptica: les partícules lluminoses –els fotons– no s'emmagatzemen en un suport i, per tant, no existeix la memòria de massa del fotó. D'altra banda, és difícil transferir un fotó de manera fiable d'un punt a un altre: es propaga en línia recta (a fenòmens de difracció: vegeu fotó, difracció i principi òptic no lineal). Tot i que les guies òptiques es poden fer com a fibres òptiques, són de major complexitat que el simple fil conductor. Tanmateix, la RAM es pot fer muntant els transistors òptics a flip-flop.
D'altra banda, el terme ordinador òptic ja conté per si mateix una ambigüitat. Si bé la informàtica convencional permet processar els anomenats problemes universals, els sistemes basats en òptiques només són adequats per a la resolució de certs problemes, especialment els relacionats amb el processament de senyal i imatge.

## Avantatges
L'òptica, però, té certs avantatges: utilitza les tres dimensions de l'espai, ja que en un sentit de propagació s'associen dues direccions perpendiculars segons les quals es poden fer imatges. Qualsevol lent fa una operació algebraica extremadament útil en una imatge, la transformació de Fourier en dues variables espacials (les dues direccions perpendiculars a la propagació). Sense entrar en detall, aquesta operació és la base de moltes aplicacions especialitzades, com el reconeixement d'imatges.
En termes de potència informàtica, els transistors òptics són molt ràpids i els ordinadors de laboratori òptics ofereixen un rendiment molt destacat, fins a 5x10^12 operacions per segon (5 TeraOPS); cal subratllar que només es tracta d'operacions especialitzades de processament de senyal. La comparació amb l'electrònica s'ha de fer amb circuits integrats especialitzats per a una operació de processament de senyal i, per tant, tenen un rendiment molt millor que els dels microprocessadors universals: un circuit de processament de senyal com el STI 3220 per a la l'anàlisi de moviments d'imatges en vídeo, que inclou un milió de transistors dividits en 256 processadors, té una potència informàtica de 14.000 MFLOPS, mentre que un microprocessador de la mateixa mida i tecnologia produeix només 50 MFLOPS.
Com veiem, les especificitats de l'ordinador òptic fan que sigui principalment un processador de senyal o imatge. Tanmateix, els darrers avenços en òptica no lineal, inclòs l'efecte Kerr, permeten considerar portes lògiques més complexes i obren aquesta tecnologia a un camp d'aplicacions més ampli.